# Pedro de Ardanaz
Pedro de Ardanaz Valencia (Tafalla, 21 de septiembre de 1638 - † Toledo, 11 de octubre de 1706). Fue un compositor de música barroca y maestro de capilla.

## Biografía
Es probable que iniciara sus estudios musicales en su ciudad natal con maestros locales, como Agustín Berges y Bernardino de Olóriz, ambos organistas. También fueron responsables de su formación los maestros Miguel de Boneta y Juan de Isaba. A los 8 años Ardanaz ingresó como seise en la Catedral de Toledo el 17 de septiembre de 1647, donde continuó su formación musical. Fue alumno de Tomás Micieces, el mayor, y condiscípulo de Miguel de Irízar y Matías Durango. 
En 1658 obtuvo por oposición el magisterio de la Catedral de Pamplona, plaza que ejerció durante 15 años. 
De la capital de Navarra pasó nuevamente a la Catedral de Toledo como maestro de capilla, cuya función era la enseñanza del repertorio musical de las capillas musicales en las catedrales y templos similares y la dirección de los instrumentistas al igual que de las voces de los cantores y su entonación. La llegada a la dirección de la capilla musical de Toledo se realizaba mediante una exigente oposición, lo cual supondría después una indudable fama. Ardanaz fue maestro de capilla en la Catedral de Toledo hasta el día de su muerte, lo cual era lo normal, ya que esta catedral era la más prestigiosa a la que se podía optar.
Tomó posesión de su nuevo cargo el 3 de agosto de 1674, sucediendo a Juan de Padilla. Durante varios años el Cabildo de Toledo le encargó la impresión de los villancicos de Nochebuena, pues una de las obligaciones de los maestros de capilla era la composición de villancicos para Navidad y Epifanía. 
El 11 de abril de 1713, a los 7 años de su muerte, el Cabildo pagó a su hermana 40 800 maravedíes por el trabajo que el maestro había dejado en la catedral, el cual fue inventariado y guardado. En el cargo le sucedió Juan Bonet de Paredes.

## Obra
Probablemente haya desaparecido parte de su legado musical, pero gracias al inventario de Rubio Piqueras (1928) se da una relación de 9 títulos de Ardanaz en el archivo de la Catedral de Toledo, aunque en algunos de ellos se especifique falta. 
El prestigio de Ardanaz como compositor debió ser más que notable en su época y el famoso Francisco Valls —compositor y teórico musical barroco— en su trabajo manuscrito Mapa Armónico Universal propone a Ardanaz como ejemplo del buen hacer, incluyendo un fragmento de su villancico Aguas suspended.
| Misas       | - Misa a ocho sobre el Ave María - Misa de Réquiem |
| Himnos      | - Vexilla Regis |
| Motetes     | - A nuestra señora del Rosario - Iste cognovit justitia - Motete de la Dominica tercia                                                                                          |
| Oficios     | - Invitatorium defunctorum, Regem, cui omnia vivunt - Parce mihi, Domine |
| Salmos      | - Beatus vir - Credidi - Dixit Dominus - Laudate Dominum - Magnificat - Miserere                                                                                                |
| Letanías    | |
| Villancicos | - Celestes escuadras - En qué piensas, pastor admirado - Oigan de un amante - Olas de la mar - Pues el prado muda toda su armonía - Pues que por mí encarnaste - Un moresquillo |

Todas estas composiciones también entraban dentro de las obligaciones del maestro de capilla, pues eran obras musicales destinadas a las grandes solemnidades litúrgicas y acontecimientos extraordinarios en la Catedral. 